# Gastón Alonso i Manaut
Gastón Alonso i Manaut (Barcelona, 1878 - Barcelona, 1947) fou un compositor, autor teatral i actor.
Va començar actuant en el teatre del Circ Barcelonès, a la companyia de Enrique Giménez. Era nebot del banquer que va llançar a la Bella Otero. En entrar a treballar en la companyia del teatre Eldorado va canviar el seu nom a Gastón Manaut, pel disgust de la seva família al voler-se dedidicar al teatre.
L'estil de les seves obres teatrals són d'arrel popular, àgil i molt influènciat per la "Coup de théatre" en obras com: Un millonari de Putxet (1927) o la Veïna del terrat (1930).
La temporada de 1929-30 va estrenar al teatre Talia, El paradís artificial. Va col·laborar amb Josep Amich en el seu major èxit Baixant de la font del gat (1924). Va escriure la opereta Deauville (1932) amb música de J.M. Torrens.